# Преста I (Беневенто)
Преста I је насеље у Италији у округу Беневенто, региону Кампанија.
Према процени из 2011. у насељу је живело 72 становника. Насеље се налази на надморској висини од 77 м.